# Pristobrycon
Genre
Pristobrycon est un genre de poissons téléostéens de la famille des Serrasalmidae et de l'ordre des Characiformes.
Pristobrycon n’est pas monophylétique. Aucune caractéristique morphologique unique n’a été trouvée qui diagnostique complètement ce genre. Pristobrycon striolatus est très différent des autres espèces de ce genre.
Le genre Pristobrycon a été créé par Eigenmann et inclut des espèces qui ont des caractères intermédiaires entre[pas clair] Pygocentrus nattereri, sans dents palatines, et moins sanguinaire que les espèces du genre Serrasalmus, qui ont eu[pas clair] une série de dents permanentes le long de la palatine.
Pristobrycon calmoni est l’espèce type du genre. Deux groupes sont inclus dans ce genre. Un groupe est caractérisé par la présence de la colonne vertébrale préanale (seulement Pristobrycon calmoni) et l'autre groupe comprend le reste des espèces affectées (Pristobrycon careospinus, Pristobrycon maculipinnis et Pristobrycon striolatus) (Fink & Machado-Allison, 1992 ; Machado-Allison et al, 1989 ; Machado-Allison et Fink, 1996). La validité de Pristobrycon aureus est discutable.

## Alimentation
Ses espèces se nourrissent de végétaux (graines, fruits, herbes aquatiques).

## Liste d'espèces
Selon FishBase (30 juin 2015):
- Pristobrycon aureus (Spix & Agassiz, 1829)
- Pristobrycon calmoni (Steindachner, 1908)
- Pristobrycon careospinus Fink & Machado-Allison, 1992
- Pristobrycon maculipinnis Fink & Machado-Allison, 1992
- Pristobrycon striolatus (Steindachner, 1908)

## Bibliothèque
- Eigenmann, C. 1915. The Serrasalminae and Mylinae. Annals of the Carnegie Museum, IX(3-4):226-272 + plates.
- Fink, W. & A. Machado-Allison. 1992. Three new species of piranhas from Venezuela and Brazil. Ichthyological Explorations of Freshwaters, 2(1):57-71.
- Machado/Allison, A. W. Fink & M.E. Antonio. 1989(1990). Revisión del género Serrasalmus (Lacepede, 1803) y géneros relacionados de Venezuela: I. notas sobre la morfología y sistemática de Pristobrycon striolatus (Steindachner, 1908). Acta Biologica Venezuelica, 12(3-4):140-171.
- Machado-Allison & W. Fink. 1996. Los Peces Caribes de Venezuela: diagnosis, claves y aspectos ecológicos y evolutivos. Universidad Central de Venezuela. CDCH (Colección Monografías). 149p.  (ISBN 980-00-0967-1)